# Tuskós-víznyelőbarlang
A Tuskós-víznyelőbarlang az egyik miskolci barlang. A Bükki Nemzeti Park területén található. Turista útikalauzokban is be van mutatva.

## Leírás
A balesetvédelmi vaskorláttal ellátott nagy bejárata Létrástetőn, közvetlenül a Miskolcot és Jávorkutat összekötő műút mellett van. Felső triász ladini időszaki mészkőben alakult ki. Oldási csatornák és oldási üstök láthatók benne. Nincs lezárva, de látogatásához engedély szükséges. Barlangjáró alapfelszereléssel járható.
Előfordul irodalmában Létrási barlang (Kadić 1907), Létrási-kis-zsomboly (Bertalan, Schőnviszky 1976), Létrási kis zsomboly (Schőnviszky 1937), Létrási zsomboly (Kadić 1932), Tuskós-barlang (Kemenczei, K. Végh 1971), Tuskós barlang (MLBE 1968), Tuskósi-víznyelőbarlang (KVI BTO térkép 1982), Tuskós-nyelő (Lénárt 1975), Tuskós-viznyelő (Tóth 1960), Tuskós-viznyelőbarlang (Majoros 1969), Tuskós viznyelőbarlang (Bertalan 1976) és Tuskós víznyelőbarlang (MHT KKSZ térkép 1965) neveken is. 1970-ben volt először Tuskós-víznyelőbarlangnak nevezve a barlang az irodalmában (Dely 1970). Nevét a benne talált fatuskókról kapta.

## Kutatástörténet
A Földtani Közlöny 1907. évi évfolyamában publikált és Kadić Ottokár által írt tanulmányban szó van arról, hogy Kadić Ottokár bejárta a Szinva völgyének rendszeréhez tartozó mészkőterületet és itt, a Garadna jobb partján meglátogatta a Létrási barlangot. Sebős Károly 1931-ben járt benne és felmérte az üreget egy segédjével. Schőnviszky László 1937-ben ezt a barlangot írta le összefoglaló munkájában Létrási kis zsomboly néven, amely akkor hat és fél méter mély volt.
1960-ban az MKBT Miskolci Csoportja feltáró munkát végzett benne Láner Olivér vezetésével. 1965-ben az MHT Karszt- és Karsztvízkutató Szakosztályának négy tagja, Zámpori Vilma, Láner Olivér, Majoros Zsuzsanna és Liptai Edit mérték fel, amelynek alapján vízszintes vetület térkép és kiterített hosszmetszet térkép készült, amelyek Mészáros Károly hagyatékába kerültek. A MEAFC Marcel Loubens Barlangkutató Szakosztályának tagjai 1969-ben rövid új részeket tártak fel bontással és a barlang tisztítása során az újkőkorszaki bükki kultúrába tartozó edénytöredéket találtak. Zámpori Vilma a leletet a Herman Ottó Múzeumnak ajándékozta.
A Szpeleológia Barlangkutató Csoport 1970 nyarán egy hetes hőmérsékletmérést végzett az Egri Tanárképző Főiskola segítségével a víznyelőben. Az 1976-ban kiadott, Bertalan Károly és Schőnviszky László által összeállított Magyar barlangtani bibliográfia barlangnévmutatójában meg van említve a Bükk hegységben lévő barlang Létrási-kis-zsomboly néven. A barlangnévmutatóban fel van sorolva 3 irodalmi mű, amelyek foglalkoznak a barlanggal.
Az 1976-ban befejezett Magyarország barlangleltára című kéziratban az olvasható, hogy a Tuskós viznyelőbarlang a Bükk hegységben, Miskolcon helyezkedik el. Létrás-tetőn, közvetlenül a jávorkúti műút mellett van a tág és ácsolt bejárata. Az inaktív víznyelőbarlang kb. 20 m hosszú és kb. 8 m mély. Klimatológiai mérések voltak benne. A kézirat barlangra vonatkozó része 1 publikáció alapján lett írva. A Hevesi Attila által szerkesztett és 1977-ben megjelent Bükk útikalauz szerint 10 m mély.
Az 1979-ben kiadott Barlangok a Bükkben című könyvben arról van szó, hogy az út bal oldalán hatalmas és időszakos víznyelőszáda helyezkedik el, a Tuskós-barlang. Aki meg szeretné nézni, az vigyázzon, mivel nagyon korhadt az ácsolata. A 13 m mély barlang alját törmelék zárja el. A Tuskós-barlangtól K-re 120 m-re van a Kis-mogyorós-víznyelőbarlang bejárata. A könyvhöz mellékelt, a Bükk hegység barlangokban leggazdagabb területét bemutató térképen látható a 45-ös számmal jelölt Tuskós-barlang földrajzi elhelyezkedése. 1982-ben a KVI Barlangtani Osztály a barlangot bemutató alaprajz térképet és kiterített hossz-szelvény térképet szerkesztett. Az 1984-ben napvilágot látott Magyarország barlangjai című könyv országos barlanglistájában szerepel a Bükk hegységben lévő barlang Tuskós-víznyelőbarlang néven. A listához kapcsolódóan látható az Aggteleki-karszt és a Bükk hegység barlangjainak földrajzi elhelyezkedését bemutató 1:500 000-es méretarányú térképen a barlang földrajzi elhelyezkedése.
1987-ben bejáratához életvédelmi korlátot emelt a Marcel Loubens Barlangkutató Egyesület a Bükki Nemzeti Park megbízásából. A munkát Ónodi László irányította. Legújabb alaprajz térképének elkészítéséhez a barlangot File Ferenc és Veres Imre mérték fel, akik az egyesület tagjai voltak. A térkép 1998-ban látott napvilágot, vesztett pontos méréssel készült és Veres Imre rajzolta. A 2013-ban publikált és Varga Gábor által írt tanulmányban a Borsod-Abaúj-Zemplén megyében lévő Miskolcon elhelyezkedő, létrástetői Tuskós-barlang az azonosítatlan régészeti lelőhelyek közé van sorolva.

## További irodalom
- Czenthe Huba: A Bükk-hegység barlangjai. Kézirat (szakdolgozat) a KvVM Barlang- és Földtani Osztályon (Budapesten). Eger, 1965. 65–66. old.